# Гипотеза Нагаты о кривых
Гипотеза Нагаты о кривых, названная именем Масаёси Нагаты, определяет минимальную степень, которую должна иметь плоская алгебраическая кривая, чтобы она проходила через набор точек общего вида с предписанными кратностями. Нагата пришёл к гипотезе во время работы над 14-й проблемой Гильберта, которая спрашивает, является ли кольцо инвариантов для действия линейной группы на кольцо многочленов k[x1, ..., xn] над некоторым полем k конечнопорождённым. Нагата опубликовал гипотезу в статье 1959 года в журнале American Journal of Mathematics, в которой он привёл контрпример к 14-й гипотезе Гильберта.
Гипотеза Нагаты. Предположим, что p1, ..., pr являются точками в общем положении на P2 и что m1, ..., mr — заданные положительные целые числа. Тогда для r > 9 любая кривая C в P2, которая проходит через каждую точку pi с кратностью mi должна удовлетворять неравенству
{\displaystyle \deg C>{\frac {1}{\sqrt {r}}}\sum _{i=1}^{r}m_{i}.}
Единственный случай, для которого известно, что это неравенство выполняется, это когда r является полным квадратом, что доказал Нагата. Несмотря на большой интерес, остальные случаи остаются открытыми.  Более современная формулировка гипотезы часто даётся в терминах констант Сешадри и обобщена на другие поверхности (под названием гипотезы Нагаты — Бирана).
Условие r > 9, как легко видеть, является необходимым.  В зависимости от того, r > 9 или r ≤ 9, антиканоническое расслоение на раздутии P2 в r точках будет неф-расслоением или нет.